# Alcatraz: The Whole Shocking Story
Pour plus de détails, voir Fiche technique et Distribution.
Alcatraz (Alcatraz: The Whole Shocking Story) est un téléfilm américain réalisé par Paul Krasny et diffusé en deux parties en 1980 sur le réseau NBC.

## Synopsis
Le téléfilm est basé sur une histoire vraie. Le pénitencier fédéral d'Alcatraz est construit sur l'île du même nom et qui est à l'épreuve des évasions. Clarence Carnes, un détenu arrivé un an plus tôt est associé à cinq autres détenus (Bernard Coy, Marvin Hubbard, Joseph Cretzer, Miran Thompson et Sam Shockley (ce dernier avait le Q.I. d'un jeune enfant) et fait partie d'une tentative d'évasion audacieuse : une prise d'otages appelée la bataille d'Alcatraz en mai 1946. L'histoire est centrée sur ce détenu (Carnes) qui est le plus jeune prisonnier jamais reçu à Alcatraz. Le pénitencier fédéral d'Alcatraz fermera en mars 1963 après une décision de Robert Kennedy (alors ministre de la justice) pour des raisons de vétusté et de coût budgétaire. Mis en liberté conditionnelle en 1973, Carnes a raconté la véritable histoire de sa vie en prison, dans un livre puis, il a servi de conseiller technique pour ce film. Carnes sera le seul à avoir la vie sauve. Trois de ses complices mourront durant le combat et deux seront condamnés à mort par la suite. Son jeune âge lui a sauvé la vie.

## Fiche technique
- Titre original : Alcatraz: The Whole Shocking Story
- Titre québécois : L'Alcatraz
- Durée : 196 minutes (2 × 98 minutes)
- Diffusion originale : 10 et 11 juillet 1980 sur NBC
- Diffusion québécoise : 27 septembre[1] et 4 octobre 1982[2] à la Télévision de Radio-Canada.

## Distribution
- Michael Beck (VQ : Jean-Luc Montminy) : Clarence Carnes
- Art Carney (VQ : François Cartier) : Robert Stroud
- Alex Karras (VQ : Luis de Cespedes) : Jughead Miller
- Telly Savalas (VQ : Jean-Claude Robillard) : Cretzer
- Will Sampson (VQ : Robert Rivard) : Père de Clarence
- Ronny Cox (VQ : Jean Fontaine) : Bernard Coy
- Richard Lynch (VQ : André Montmorency) : Sam Shockley
- Robert Davi (VQ : Mario Desmarais) : Hubbard
- John Amos (VQ : Luc Durand) : Bumpy Johnson
- James MacArthur (VQ : Marc Bellier) : Walt Stomer
- Ed Lauter (VQ : Vincent Davy) : Frank Morris
- Joe Pantoliano (VQ : Luis de Cespedes) : Ray Neal
- Louis Giambalvo (en) (VQ : Yves Massicotte) : Clarence Anglin
- Jeffrey Tambor (VQ : Jean Fontaine) : Dankworth
- Spencer Milligan (en) (VQ : Yves Corbeil) : Fred Haskell
- G.W. Bailey (VQ : Jean-Marie Moncelet) : Holfeld
- Tom Lupo (VQ : Daniel Roussel) : Dunslay
- Robert Hoy (en) (VQ : Victor Désy) : Myron Thompson

 Source et légende : version québécoise (VQ) sur Doublage.qc.ca

## Autour du film
- Le véritable Clarence Carnes a travaillé comme consultant dans ce projet.
- Michael Beck a lui-même passé une nuit entière confinée dans une cellule de la prison pour rechercher son rôle de Clarence Carnes.
- Telly Savalas, qui joue le rôle de Joe Cretzer, apparut auparavant dans Le Prisonnier d'Alcatraz avec Burt Lancaster dans le rôle de Robert Stroud. Dans le film précédent, Savalas a joué un détenu, Feto Gomez, à la prison de Leavenworth, mais contrairement à Stroud, son personnage n'a jamais été envoyé à Alcatraz.